# Авелар, Карла
Карла Авелар (род. 1978) — сальвадорская активистка по защите прав трансгендерных людей. Она является исполнительным директором Comcavis Trans.

## Биография
Она получила несколько угроз смерти и пережила попытки убийства. Первая попытка покушения на ее жизнь была в 1992 году, когда она была еще подростком. Тогда она смогла разоружить своего нападавшего.

## Работает
В 2008 году Авелар основала организацию поддержки трансгендеров под названием Comcavis Trans, которая была основана как реакция на потребности транс-женщин, участвующих в различных группах поддержки (людей с ВИЧ), чувствовавших дискриминацию, не быть представленными и не не получить необходимую информацию в соответствии со своими характеристиками.

## Награды
Она стала финалистом премии Мартина Энналса для правозащитников в 2017 году.